# مصطفى حجازي
مصطفى حجازي أكاديمي ومفكر مصري. خبير دولي في مجال التطور المؤسسي والتخطيط الإستراتيجي وحوكمة الكيانات الاقتصادية والاجتماعية، وصاحب دعوة إحياء التيار الرئيسي المصري. كان أول من أصل لمعنى «أنسنة الإدارة» في الثقافة المؤسسية للشركات في منطقة الشرق الأوسط . وتم تعيينه مستشارا للشؤون الإستراتيجية للرئيس المؤقت عدلي منصور في أعقاب عزل
محمد مرسي بعد مظاهرات 30 يونيو 2013 في مصر.

## نشأته
مصطفى حجازي من مواليد القاهرة، وحاصل على دكتوراة الفلسفة في الهندسة والإدارة الإستراتيجية للأزمات من جامعة جنوب كاليفورنيا. عمل استاذا للإدارة والفكر الإستراتيجي والتطور المؤسسى في جامعة جنوب كاليفورنيا. وهو عضو مؤسس بالمعهد الإداري لحوكمة الشركات وعضو اللجنة الاستشارية للبنك الدولى وعضو مجلس امناء المؤتمر العالمى الإسلامي للتنمية يعمل مصطفى حجازي في مجال صناعة الفكر، وهو مؤسس مركز متخصص في الفكر الإستراتيجي، وشركة تعمل في مجال الحوكمة، وتطوير مؤسسية الشركات، والكيانات الصغيرة، ويشمل مجال عمله تقديم خدمات إستراتيجية، لتطوير الكيانات والمجتمعات.
خبير دولي في كل من مجال الاستشارات الإستراتيجية، حوكمة الكيانات الاقتصادية والاجتماعية، إدارة الاستثمار، السيكولوجية المؤسسية والتنمية المستدامة. حجازي هو مؤسس شركة أكمى كورب. ومؤسسة نسق للفكر الإنسانى. ومركز المربع للفكر الإستراتيجي، وواضع منهجية أكمى للتنمية المستدامة والتي تعد منهجية متفردة في مجال النشأة والتطور الإستراتيجي للكيانات الاقتصادية والاجتماعية.

## عمله
- عمل مستشاراً للشؤون الإستراتيجية للرئيس المؤقت لمصر المستشار عدلي منصور في أعقاب عزل محمد مرسي بعد مظاهرات 30 يونيو 2013 في مصر.

## وصلات خارجية
- حوار مع المصري اليوم
- El Mostafa Higazy
- Dr. Mostafa Higazy Biography